# تارنووو پودگورنه
تارنووو پودگورنه (به لهستانی:  Tarnowo Podgórne) یک روستا در لهستان است که در گمینا تارنووو پودگورنه واقع شده‌است. تارنووو پودگورنه ۴٬۳۹۷ نفر جمعیت دارد.